# Bathybela nudator
Bathybela nudator é uma espécie de gastrópode do gênero Bathybela, pertencente a família Raphitomidae.